# Non stuzzicate i cowboys che dormono
Non stuzzicate i cowboys che dormono (The Cheyenne Social Club) è un film del 1970 diretto da Gene Kelly.

## Trama
Due anziani cowboy fanno i mandriani accontentandosi di una paga non troppo alta quando apprendono che il fratello di uno dei due gli ha lasciato un locale nella cittadina di Cheyenne. Immediatamente partono per vedere in cosa consiste l'eredità e trovano che il Cheyenne è un bordello di lusso. I due vorrebbero tramutarlo in più rispettabile albergo, ma la popolazione e le lavoratrici protestano vivacemente.